# Condes (Jura)
Condes település Franciaországban, Jura megyében. Lakosainak száma 117 fő (2022. január 1.). Condes Dortan, Chancia, Vescles és Thoirette-Coisia községekkel határos.

## Népesség
A település népességének változása:
| Lakosok száma | 80   | 48   | 53   | 113  | 115  | 113  | 109  | 114  | 116  | 117  |
|               | 1968 | 1982 | 1990 | 2006 | 2013 | 2015 | 2017 | 2019 | 2020 | 2022 |